# Dolgobetna čeladica
Dolgobetna čeladica (znanstveno ime Mycena vitilis) je gliva iz rodu čeladic (Mycena).

## Značilnosti
Klobuk ima v premeru od 6 do 22 mm. Je stožčast do zvončast, s starostjo se splošči, prosojno progast in spolzek, ko je moker, postane sijoč, ko je suh, sivo rjav do bledo siv, temnejši v sredini, bled do skoraj bel.
Lističi so ozko priraščeni do skoraj proste, gladki, a s starostjo postanejo žilasti do močno rebrasti. So belkaste barve. Število lističev, ki segajo do beta, je od 14 do 23.
Bet je visok od 3 do 8 cm in širok od 1 do 2 mm. Je votel, prožen, čvrst ali celo žilav. V dnišču se nekoliko razširi. Zgoraj suh, spodaj gol, spolzek in lepljiv v mokrem vremenu. Je bledo sivo rjav, običajno z belkastim vrhom, včasih z rdečkasto rjavimi pegami. Dnišče je gosto pokrito z belkastimi vlakni.
Vonj in okus sta neizrazita.

## Razširjenost in življenjski prostor
Redko jih najdemo v večjem številu, ponavadi rastejo posamič ali po dva ali trije skupaj. Raste na majhnih koščkih lubja ali lesa na tleh ali na bolj ali manj zakopanih vejicah listavcev, predvsem hrasta (Quercus). Poleti do pozne jeseni.

## Mikroskopske značilnosti
Trosni odtis je bele barve. Trosi so elipsasti, gladki, amiloidni in merijo 9,7–12,2 x 5,5–7,5 μm. Razmerje med dolžino in širino (Q) je 1,7. Micelijske zaponke so redke.

## Podobne vrste
- nažlebičena čeladica (Mycena polygramma) ima bolj goste lističe (>23), nima želatinaste plasti na betu, ima širše trose (Q<1,4) in številne micelijske zaponke.

## Uporabnost
Neužitna.
Dolgobetne čeladice vsebujejo klorirano spojino strobilurin B. Strobilurini so aromatične spojine, ki jih proizvajajo nekatere glive in jim pomagajo zagotoviti prednost pred drugimi konkurenčnimi glivami. Raziskovali so jih kot morebitne kmetijske fungicide.

## Galerija slik
- lističi in bet
- trosi
- cistide